# Flugunfall einer Iljuschin Il-76 bei Leninakan 1988
Der Flugunfall einer Iljuschin Il-76 bei Leninakan 1988 ereignete sich am 11. Dezember 1988, als eine Iljuschin Il-76M der Luftstreitkräfte der Sowjetunion, mit der ein Hilfsgüterflug anlässlich des Spitak-Erdbebens vom Militärflugplatz Nasosnaja bei Sumqayıt in der Aserbaidschanischen Sozialistischen Sowjetrepublik zum Flughafen Leninakan in der Armenischen Sozialistischen Sowjetrepublik durchgeführt wurde, im Endanflug gegen einen Berg geflogen wurde. Bei dem Unfall starben 77 der 78 Insassen an Bord, es gab nur einen Überlebenden, der jedoch am Folgetag seinen Verletzungen erlag.

## Maschine
Das Flugzeug war eine 1978 gebaute Iljuschin Il-76M mit der Werknummer 083413388. Die Maschine wurde an die Luftstreitkräfte der Sowjetunion ausgeliefert und durch diese mit dem Luftfahrzeugkennzeichen CCCP-86732 zugelassen. Sie war am Militärflugplatz in Panevėžys (Litauische Sozialistische Sowjetrepublik) stationiert. Das vierstrahlige Transportflugzeug war mit vier Mantelstromtriebwerken des Typs Solowjow D-30KP Serie 2 ausgestattet.

## Insassen und Fracht
An Bord der Maschine befanden sich 69 Passagiere und neun Besatzungsmitglieder. Bei den Passagieren handelte es sich um Militärreservisten, die im Rahmen von Bergungs- und Aufräumarbeiten im Auftrag des Zivilschutzes der Sowjetunion eingesetzt werden sollten. Die Fracht bestand aus Hilfsgütern und medizinischem Material.

## Unfallhergang
Mit der Maschine wurde an diesem Tag ein Hilfsgüterflug anlässlich des Spitak-Erdbebens vom 7. Dezember 1988 geflogen. Die Maschine flog Leninakan bei Nacht und unter schwierigen Wetterbedingungen an, die Sichtweite betrug fünf Kilometer. Um 06:10 Uhr Moskauer Zeit (19:10 Uhr Ortszeit) flog die Maschine in einer Höhe von 5.400 Metern und mit einer Geschwindigkeit von 400 km/h in den Luftüberwachungsbereich des Flughafens Leninakan ein. Der Lotse erteilte den Piloten daraufhin die Anweisung zum Sinken. In einer Höhe von 3300 Metern meldete sich die Besatzung beim Anfluglotsen und schaltete auf dessen Weisung auf die Kommunikation mit dem Kreislotsen um. Dieser bestätigte die Position des Flugzeugs und gab den weiteren Sinkflug bei 634 mm Hg mit einem Kurs von 240º auf eine Höhe von 1100 m frei. Der Erste Offizier bestätigte den empfangenen Druck von 634 mm Hg, meldete diesen Druck jedoch nicht der Besatzung. Um 06:13:57 Uhr teilte der Flugkapitän eine abgelesene Flughöhe von 2.700 Metern bei einem Druck von 734 mm Hg mit. Um 06:22 Uhr prallte die Maschine während des fortgesetzten Sinkfluges in 15 Kilometern Entfernung von Leninakan gegen eine Bergflanke in 1.100 Metern Höhe, wobei 77 der 78 Insassen starben. Lediglich ein Soldat, der in einem im Frachtabteil der Maschine verlasteten LKW schlief, wurde lebend vorgefunden, erlag jedoch am Folgetag ebenfalls seinen schweren Verletzungen.

## Ursache
Die Unfalluntersuchung ergab, dass der barometrische Höhenmesser zum Unfallzeitpunkt fehlerhaft eingestellt gewesen war. Anstelle von 734 mm Hg sei er auf 634 mm Hg justiert gewesen. Dies habe dazu geführt, dass der Höhenmesser eine Höhe anzeigte, die 1.100 Meter über der tatsächlich geflogenen lag. Die Besatzungsmitglieder der Iljuschin seien zudem übermüdet gewesen, da vorgeschriebene Ruhezeiten nicht eingehalten worden waren. Am Tag vor dem Unfall hätten sie eine Reihe von humanitären Flügen durchgeführt.